# Люсиен Ледюк
Люсиен Ледюк (на френски: Lucien Leduc) е френски футболист. Има дълга състезателна кариера на халф с една шамхионска титла, Купа на Франция и 4 мача за националния отбор.

## Кариера
Започва като играещ треньор в скромния Анси. Първият си голям удар прави в Монако в началото на 60-те години, когато извежда „Монегаските“ до първата шампионска титла в историята им, а през 1963 г. прави дубъл. Впоследствие води легендарния отбор на Олимпик Марсилия в началото на 70-те. През 1971 г. е шампион, а през 1972 стига до дубъл (титла плюс купа), но е уволнен преди края на сезона заради разногласия с президента Льоклерк. Впоследствие води Реймс, Стандар Лиеж и Видад Казабланка, преди да се завърне в Монако. Остава там три сезона и през 1979 година обявява, че се пенсионира. През 1983-84 се завръща за един сезон в Пари СЖ след настоятелна молба на президента Борели.
Умира през 2004 г. на 85-годишна възраст.

## Национален отбор
Играе в 4 мача за националния отбор на Франция.
- 7 април 1946 г.; Франция — Чехословакия 3:0
- 14 април 1946 г.; Португалия – Франция 2:1
- 5 май 1946 г.; Франция — Австрия 3:1
- 19 май 1946 г.; Франция — Англия 2:1

## Постижения
Клубни
- Шампион на Франция: 1947
- Носител на Купата на Франция: 1949

Треньорски
- Шампион на Франция: 1961, 1963, 1971, 1978
- Носител на купата на Франция: 1960, 1963
- Шампион на втора френска дивизия: 1977